# Agelena lawrencei
Agelena lawrencei är en spindelart som beskrevs av Roewer 1955. Agelena lawrencei ingår i släktet Agelena och familjen trattspindlar.
Artens utbredningsområde är Zimbabwe. Inga underarter finns listade i Catalogue of Life.